# 萨里 (约讷省)
萨里（法語：Sarry，法語發音：[saʁi]）是法国勃艮第-弗朗什-孔泰大区约讷省的一个市镇，属于阿瓦隆区。

## 地理
萨里（47°40'8"N, 4°4'23"E）面积25.64 平方千米，位于法国勃艮第-弗朗什-孔泰大區约讷省，该省份为法国中北部内陆省份，西接卢瓦雷省，西北接塞纳-马恩省，南至涅夫勒省，东临科多尔省，东北与奥布省接壤。
与萨里接壤的市镇（或旧市镇、城区）包括：阿努、桑西、沙泰勒热拉尔、埃蒂韦、格里莫、茹昂西、马桑吉、帕西伊。

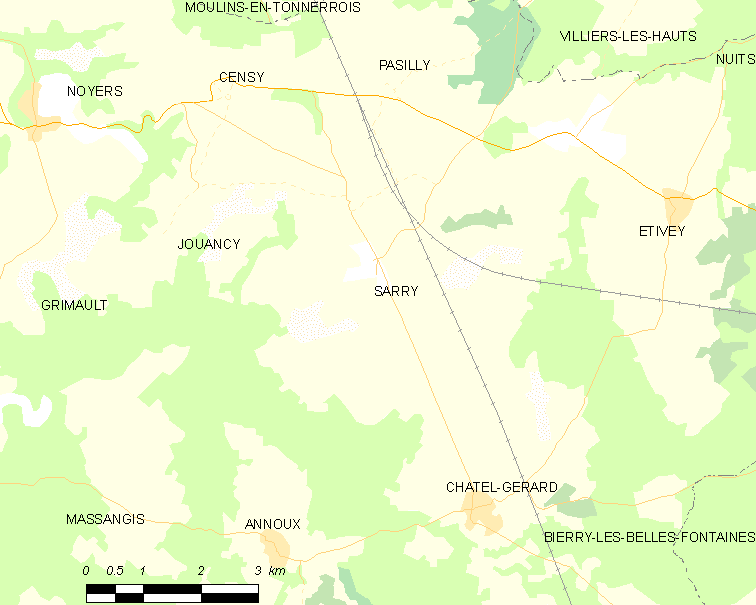
的OSM定位图

萨里的时区为UTC+01:00、UTC+02:00（夏令时）。

## 行政
萨里的邮政编码为89310，INSEE市镇编码为89376。

## 政治
萨里所属的省级选区为沙布利县。

## 人口

1962-2008年间人口变化图示

萨里于2022年1月1日时的人口数量为134人。